# Quai Cavelier-de-La-Salle
Le quai Cavelier-de-La-Salle est une voie publique de la commune de Rouen.

## Situation et accès
Le quai Cavelier-de-La-Salle est situé à Rouen, en rive gauche de la Seine.
Il est constitué d'une partie haute, connectée aux ponts sur la Seine, résultat d'une surélévation occasionnée lors de la reconstruction de Rouen. L'espace est occupé par un boulevard à doubles voies séparées dédié à la circulation automobile. Les immeubles sont bordés d'une rangée de tilleuls et de trottoirs. La partie basse longe la Seine et a fait l'objet d'aménagements paysagers au début des années 2020, succédant à une longue période d'emploi portuaire, dont subsiste un faisceau ferroviaire intégré sous la voie haute.
Les façades à l'arrière donnent directement sur la rue des Docks (en contrebas du niveau quai), la partie basse étant occupée par une enfilade de garages.

## Origine du nom
Le nom du quai est attribué avant 1899 en mémoire de l'explorateur rouennais René-Robert Cavelier de La Salle (1643-1687).

## Bâtiments remarquables et lieux de mémoire
- Embarquement de la statue de la Liberté à bord de l'Isère.
- Le chemin de fer d'intérêt local allant au Petit-Quevilly avait son point de départ sur le quai de la Grande-Chaussée[1]
- Le sculpteur Jean-Baptiste Foucher a vécu au no 67, quai de la Grande-Chaussée qui, après union au quai de la Petite-Chaussée, et devenu le no 31, quai Cavelier-de-La-Salle.
- L'ordonnancement architectural de la Reconstruction est un amendement au plan Gréber, dû aux architectes Henri Bahrmann et Jean Fontaine[2].

## Notes et références

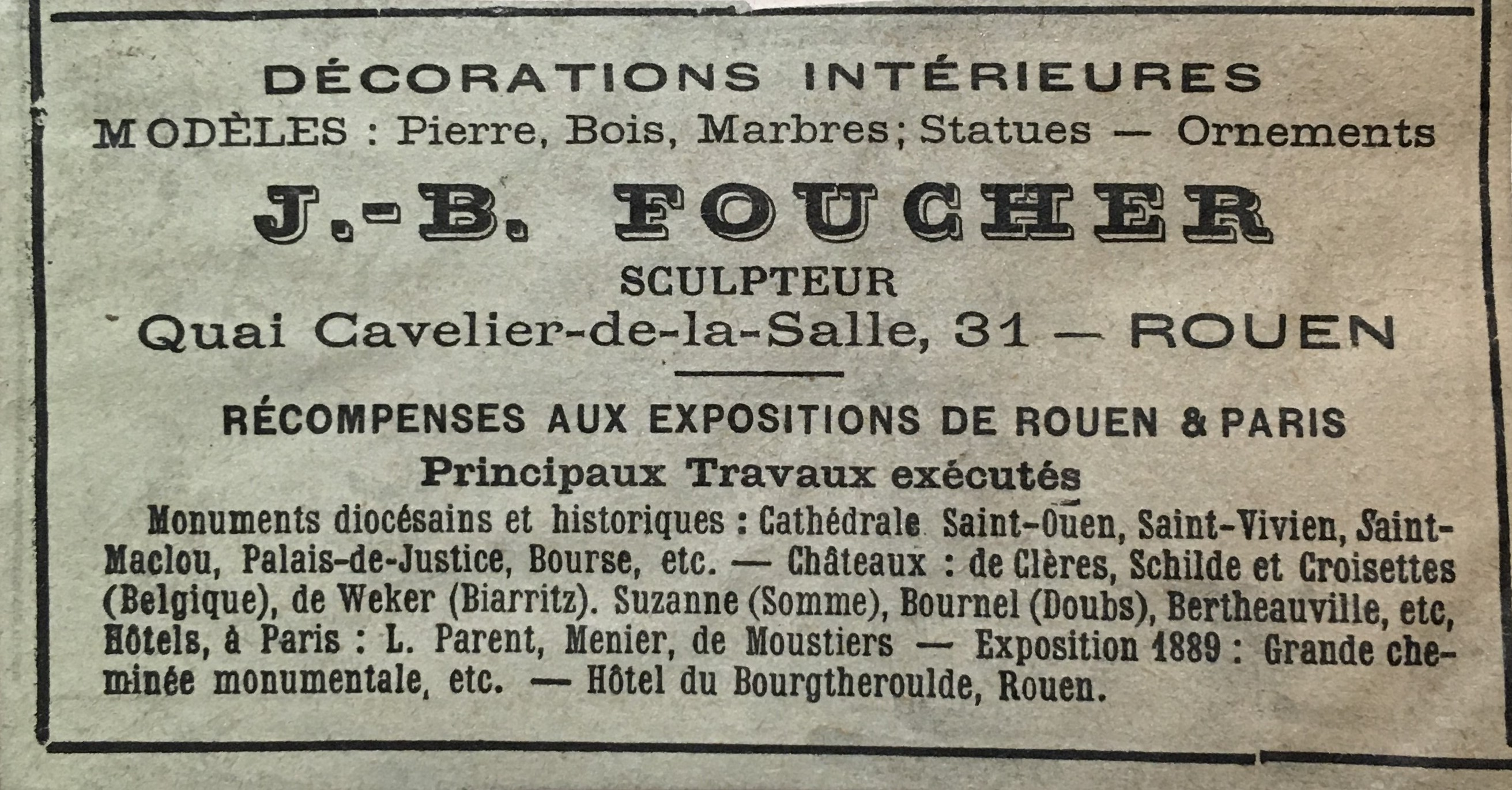
Réclame pour le sculpteur Foucher.